# Vernon Hills, Illinois
Vernon Hills är en ort (village) i Lake County, i delstaten Illinois, USA. Enligt United States Census Bureau har orten en folkmängd på 25 211 invånare (2011) och en landarea på 20 km².